# Factor d'integració
factor d'integració o factor integrant d'una equació diferencial ordinària, es defineix com una funció (usualment representada per la lletra grega μ) que en multiplicar-se per una equació diferencial no exacta, pot convertir-la en una equació diferencial exacta. El factor d'integració és sols una funció agafada de manera tal que permet resoldre l'equació desitjada.

## Història
El primer registre del qual es té coneixement sobre un factor integrador com un mètode per resoldre una equació diferencial es troba a l'obra Opera omnia, publicada el 1742 per Johann Bernoulli. No obstant això, el mètode més comunament ensenyat (i del que es parla en aquest article) se li atribueix a Leonhard Euler.

## Consideracions
Considerant una funció {\displaystyle M(x)}. Es multipliquen ambdues bandes de (1) per {\displaystyle M(x):}
{\displaystyle M(x)y'+M(x)a(x)y=M(x)b(x)\quad \quad \quad (2)}
Es vol que la banda esquerra quedi de la forma d'una derivada del producte. De fet, si s'assumeix això, la banda esquerra es pot reordenar com a
{\displaystyle (M(x)y)'=M(x)b(x)\quad \quad \quad (3)\,}
I això es pot integrar,
{\displaystyle y(x)M(x)=\int \limits _{}^{}\!b(x)M(x)\,dx+C\,}
on {\displaystyle C} és una constant (veure constant arbitrària d'integració). I ara es pot resoldre per {\displaystyle y(x),}
{\displaystyle y(x)={\frac {\int \limits _{}^{}\!b(x)M(x)\,dx+C}{M(x)}}\,}
Tanmateix, per resoldre explícitament per {\displaystyle y(x)} es necessita trobar l'expressió de {\displaystyle M(x).} Es pot deduir de (2) que {\displaystyle M(x)} obeeix l'equació diferencial 
{\displaystyle M'(x)-a(x)M(x)=0\quad \quad \quad (4)\,}
Per aconseguir {\displaystyle M(x)}, es divideixen les dues bandes per {\displaystyle M(x):}
{\displaystyle {\frac {M'(x)}{M(x)}}-a(x)=0\quad \quad \quad (5)\,}
L'equació (5) ara és de la forma d'una derivada logarítmica. Resolent (5) s'obté 
{\displaystyle M(x)=e^{\int \limits _{}^{}\!a(x)\,dx}\,}
Es pot veure que multiplicar per {\displaystyle M(x)} i la propietat 
{\displaystyle M'(x)=a(x)M(x)} són essencials per resoldre aquesta equació diferencial.
{\displaystyle M(x)} s'anomena factor d'integració. El nom prové del fet que és una integral, i es comporta com un múltiple de l'equació (d'aquí el factor).

## Exemple
Donada l'equació diferencial
{\displaystyle y'-{\frac {2y}{x}}=0}
Es pot observar que en aquest cas {\displaystyle a(x)={\frac {-2}{x}}}
{\displaystyle M(x)=e^{\int \limits _{}^{}\!a(x)\,dx}}
{\displaystyle M(x)=e^{\int \limits _{}^{}\!{\frac {-2}{x}}\,dx}}
{\displaystyle M(x)={\frac {1}{x^{2}}}}
Multiplicant ambdues bandes per {\displaystyle M(x)} s'obté
{\displaystyle {\frac {y'}{x^{2}}}-{\frac {2y}{x^{3}}}=0}
{\displaystyle \left({\frac {y}{x^{2}}}\right)'=0}
o bé
{\displaystyle {\frac {y}{x^{2}}}=C}
que dona
{\displaystyle y(x)=Cx^{2}\,}